# Escola Preparatória Patrice Lumumba
Escola Preparatória Patrice Lumumba (EPLP, engl.: Patrice Lumumba Preparatory School) ist eine weiterführende Schule im Südwesten des Stadtzentrums von São Tomé im Inselstaat São Tomé und Príncipe. Sie ist die älteste Sekundarschule im Land, gegründet 1952. 2015 hatte sie ca. 3.000 Schüler.
Das einstöckige Gebäude des früheren Colégio-Liceu wurde von Lucínio Cruz entworfen. 1959 wurde die Schule umbenannt in Liceu Nacional D. João II, nach König Johann II. von Portugal.
Nach der Unabhängigkeit 1975 wurde die Schule eine Preparatory School und das Liceu Nacional wurde in die Gebäude der ehemaligen Escola Técnica Silva e Cunha verlegt. 1988 wurden zahlreiche Reformen im Bildungssystem in São Tomé durchgeführt und in diesem Zuge wurde die Schule nach dem kongolesischen Politiker Patrice Lumumba umbenannt.